# Braula schmitzi
Braula schmitzi är en tvåvingeart som beskrevs av Orosi Pal 1939. Braula schmitzi ingår i släktet Braula och familjen bilöss. Inga underarter finns listade i Catalogue of Life.